# Charlie Root (オペレーティングシステム)
Charlie Rootは、BSD系オペレーティングシステムの管理者ユーザ（→スーパーユーザー）の初期設定値である。

## 基本仕様
Unix系オペレーティングシステム (OS) の管理者権限を持つユーザはrootである。これは、管理者ユーザがroot（最上層）ディレクトリをユーザディレクトリとするためである。
Unix系のログイン情報を記録するpasswdファイルの仕様として、ユーザID、パスワードの他にGECOS Fieldが存在する。本フィールドは、歴史的にGECOSシステムを制御するための制御情報等を含むものであったが、以後、フルネームや電話番号等、人間が読む（fingerで取得する）情報を記入するために使われている。→GECOS。GECOS Fieldの仕様として、"&"（アンパサンド）はユーザIDを反映する。

## 実装
BSD系OSの管理者ユーザは、初期状態でGECOS FieldはCharlie &であるため、'&'（アンパサンド）が管理者IDである"root"に置換され、自動的に管理者ユーザはCharlie Rootとなる。
FreeBSDおよびNetBSDの最古（各バージョン1.0）のコードは取得可能であり、CVS repositoryから内容を確認することができる。

FreeBSD, NetBSDともに386BSDpatchkitからの派生物(OpenBSDはNetBSDからの派生)であるため、同一のファイルがインポートされている（以下に抜粋）。
```
root
::
0
:
10
::
0
:
0
:
Charlie
 
&:
/
root
:
/
bin
/
csh

dmr
:
*
:
10
:
31
::
0
:
0
:
Dennis
 
Ritchie
:
/
usr
/
guest
/
dmr
:

ken
:
*
:
11
:
31
::
0
:
0
:&
 
Thompson
:
/
usr
/
guest
/
ken
:

bill
::
12
:
10
::
0
:
0
:&
 
Jolitz
:
/
usr
/
bill
:
/
bin
/
csh

lynne
::
14
:
10
::
0
:
0
:&
 
Jolitz
:
/
usr
/
lynne
:
/
bin
/
csh

```

管理者ユーザのGECOS Fieldは"Charlie &"であり、各UIDのGECOS Fieldにデニス・リッチー、ケン・トンプソン、ビル・ジョリッツ、リン・ジョリッツのユーザ名が、全て「名」・「姓」の形式で記入されていることが確認できる。つまり管理者ユーザのRootは苗字として扱われていることがわかる。

## 疑問

### いつから管理者は"Charlie Root" なのか
386BSD Patchkit以前ということになるが、4.2BSDも同一である。

### "Charlie Root" とは誰？
米国メジャーリーグの野球投手にCharlie Rootがいる。選手登録された1926年 から1941年の間に勝利数201勝を上げており、優秀な成績を残している。しかし、BSDが開発されている1990年代から見て約50年前に引退した選手である上、彼が在籍していたのはシカゴ・カブスであり、所在地は中西部イリノイ州のチームである。一方、BSDが開発されているカリフォルニア大学バークレー校の所在地は、西部カリフォルニア州であり、ビル・ジョリッツがよほどのカブス狂いであったとは考えにくい。
FreeBSDの/usr/bin/calendar/calendars/calendar.freebsd にはCharlie Rootという人物の誕生日（1993年6月19日）が記入されているが、これはFreeBSDの名称が提案された日であり、calendar.freebsd rev=1.36ではFreeBSDプロジェクト開始日として登録されたものの名称を、rev=1.39で変更したものであるため、人物としてのCharlie Rootと直接の関係はない。

### なぜ姓なのか？
GECOS Fieldに&が記入された時点で、そこには姓・名を入れるルールがあったためにCharlieが追加されたもの思われるが、姓ではなく名でも良かったはずである。もっとも、前述のCharlie Rootをはじめ、Rootを姓に持つ人は存在するが、名に持つ人は少ないためかもしれない。米国国勢調査の結果(1990年度)では、、Root姓は1834位(参考:1位はSmith姓)であるが、Rootを名とする人はいない。
BSD系OSでは、一般ユーザが/bin/shを使う一方で、管理者ユーザは/bin/cshを使うよう初期設定されている。「cshを利用する人たち」という意味合いで、cshの1文字目CのフォネティックコードであるCharlieを割り当てたという可能性がある。そこに冗談をからめて「Root一族」という扱いにしたものかもしれない。

## まとめ
なぜBSD系OSの管理者IDがCharlie Rootであるのかは、BSDの歴史上最大の謎の一つであり、未解決の問題となっている。調査の結果、野球選手Charlie Root説、フォネティックコード説の2つが有力であると考えられるが、いずれも決定的な証拠に欠けるため、正確な意味を把握するためには、今後の関係者の証言を待つ必要がある。
FreeBSD ProjectのSecurity Teamメンバーで、かつCommercial Gallery EditorであるRemko Lodderのコメントによると、「知らないよ。Kirk（マーシャル・カーク・マキュージック）が知っているんじゃない？:-)」という回答であった。